# Myggkedjan
Myggkedjan var en ishockeykedja bestående av Anders "Acka" Andersson, Eilert "Garvis" Määttä och Karl-Sören Hedlund. Kedjan spelade i Skellefteå AIK och i svenska landslaget under 1950- och 1960-talet. Samtliga kedjemedlemmar är med på Skellefteå AIK:s Wall of fame.